# Maršová-Rašov
Maršová-Rašov je obec na Slovensku v okrese Bytča na levém břehu řeky Váh.

## Historie
První písemná zmínka o obci pochází z roku 1400. Nedaleko obce je halštatské hradiště. V obci stojí neogotický kaštel z konce 19. století a římskokatolická klasicistní kaple svatého Kříže.

## Geografie
Obec se nachází v nadmořské výšce 310 metrů a rozkládá na ploše 9,61 km². K 31. prosinci roku 2015 žilo v obci 867 obyvatel.